# Estación de Campolide
La estación de tren de Campolide se encuentra en Lisboa, Portugal. En ella realizan parada trenes de cercanías, tanto de CP Urbanos de Lisboa como Fertagus, y pasan trenes interurbanos y de mercancías. Se trata de un importante nudo ferroviario portugués, donde se cruzan o inician las líneas del Sur, de cintura y Sintra.
Cuenta en realidad con dos estaciones de tren: Campolide, en la línea de Sintra, y Campolide A en la línea de Cintura y término oficial de la Línea del Sur. En los terrenos anexos existe además un parque de maniobras y estacionamiento, y las oficinas de EMEF, la empresa de mantenimiento del equipamiento ferroviario. Están también en este complejo ferroviario la boca norte del túnel de Rossio, el acceso ferroviario al puente 25 de abril y una conexión directa entre Campolide A y Benfica, en la línea de Sintra.

## Descripción
A pesar de estar situado en la freguesia de Campolide, la estación se encuentra lejos del centro del barrio epónimo, siendo el barrio más próximo el de Liberdade. La conexión entre Campolide y la estación se realiza a través de la línea 702 de Carris.
Tiene acceso por el Largo da Estação, en la ciudad de Lisboa. Tiene cinco vías, con entre 233 y 310 metros de largo y los andenes son de entre 236 y 287 metros de longitud y 90 cm de altura.

## Historia
Esta estación se encuentra en la sección original de la línea de Sintra, entre las estaciones de Sintra y de Alcântara-Terra, que abrió sus puertas para la operación el 2 de abril de 1887, mientras que la conexión con Rossio se estableció en junio de 1891.

## Transporte urbano en la estación de Campolide
Autobuses de Carris:
- 702 Serafina - Marquês de Pombal, via Campolide
- 713 Estación de Campolide - Arco do Cego, via Estrela
- 751 Estación de Campolide - Linda-a-Velha, via Belém
- 756 Praça das Indústrias - Olaias, via Praça de Espanha

 La red de trenes urbanos de CP Urbanos de Lisboa sirve a las siguientes estaciones en la ruta de Lisboa::
- Estación de Alcântara-Terra
- Benfica
- Lisboa Rossio
- Sete Rios
- Entrecampos
- Roma Areeiro
- Chelas
- Marvila
- Braço de Prata
- Oriente